# Kingman (Arizona)
Kingman (Huwaalyapay Nyava en llengua mohave) és una ciutat del Comtat de Mohave a l'estat d'Arizona. Segons el cens del 2007 tenia 27.696 habitants.

## Demografia
Segons el cens del 2000, Kingman tenia 20.069 habitants, 854 habitatges, i 5.427 famílies La densitat de població era de 258,5 habitants/km².
Dels 854 habitatges en un 30,1% hi vivien nens de menys de 18 anys, en un 54,6% hi vivien parelles casades, en un 10,1% dones solteres, i en un 30,9% no eren unitats familiars. En el 25,5% dels habitatges hi vivien persones soles l'11,7% de les quals corresponia a persones de 65 anys o més que vivien soles. El nombre mitjà de persones vivint en cada habitatge era de 2,47 i el nombre mitjà de persones que vivien en cada família era de 2,94.
Per edats la població es repartia de la següent manera: un 25% tenia menys de 18 anys, un 7,4% entre 18 i 24, un 25,6% entre 25 i 44, un 24,2% de 45 a 60 i un 17,8% 65 anys o més.
L'edat mediana era de 40 anys. Per cada 100 dones de 18 o més anys hi havia 94,4 homes.
La renda mediana per habitatge era de 34.086 $ i la renda mediana per família de 41.327 $. Els homes tenien una renda mediana de 32.036 $ mentre que les dones 21.134 $. La renda per capita de la població era de 17.181 $. Aproximadament el 8,2% de les famílies i l'11,6% de la població estaven per davall del llindar de pobresa.

## Poblacions properes
El següent diagrama mostra les poblacions més properes.